# La Neirigue
La Neirigue är en ort i kommunen Vuisternens-devant-Romont i kantonen Fribourg, Schweiz. La Neirigue var tidigare en egen kommun, men den 1 januari 2004 inkorporerades La Neirigue i Vuisternens-devant-Romont.